# Ritterhaus

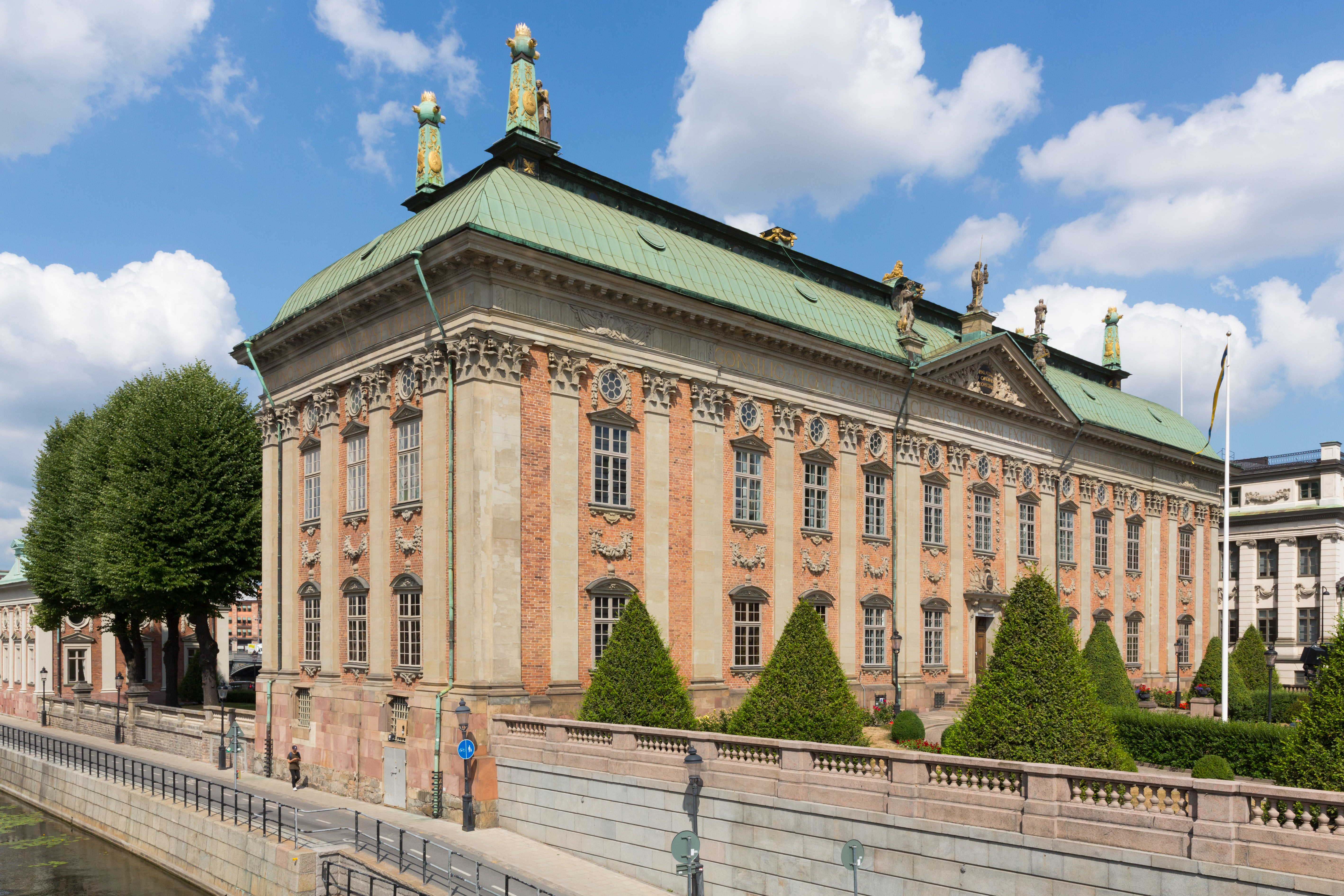
Riddarhuset in Stockholm, Sitz des schwedischen Ritterhauses

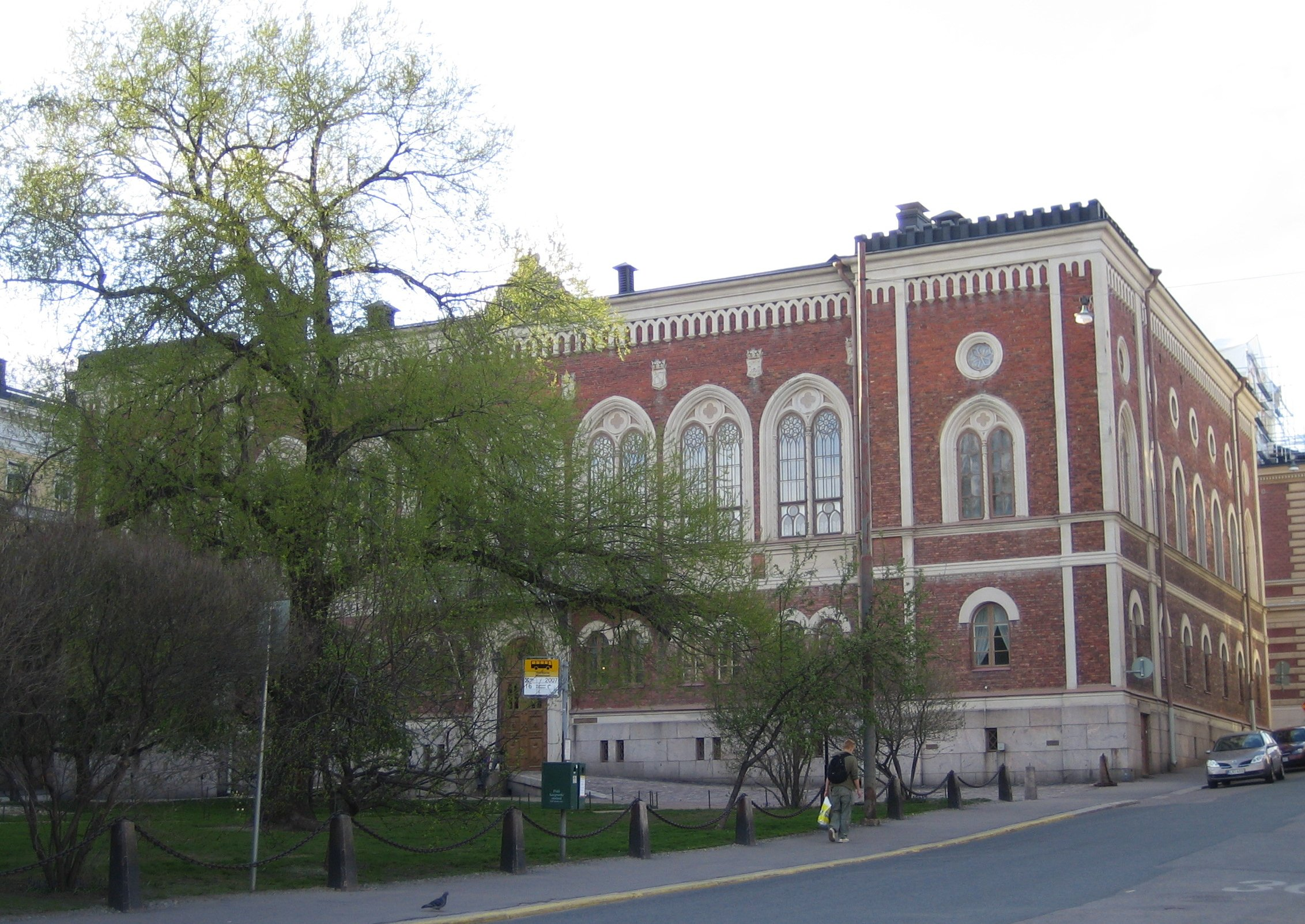
Riddarhuset / Ritarihuone in Helsinki, Sitz des finnischen Ritterhauses

Das Ritterhaus ist seit 1626 in Schweden (schwed. riddarhuset) und seit 1809 auch in Finnland (schwed. Finlands riddarhuset, finnisch Suomen ritarihuone) der Name einer Körperschaft des schwedischen Adels beziehungsweise des finnischen Adels. Das schwedische Ritterhaus wurde durch die Ritterhausordnung des Königs Gustav II. Adolf geschaffen.

## Geschichte
Gustav II. Adolf gründete 1625 das Ritterhaus durch Erlass einer Ritterhausordnung. Alle schwedischen Adligen mussten sich dort registrieren lassen. Damit wurde der Adelsstand eine geschlossene Körperschaft. Das Riddarhuset in Stockholm als  Sitz des Ritterhauses wurde zwischen 1641 und 1674 als Versammlungshaus des schwedischen Adels errichtet.
Nach der Trennung Finnlands von Schweden 1809 wurde 1818 ein eigenes finnisches Ritterhaus gebildet, in dem sich die dortigen alten Adelsgeschlechter zusammenfanden. Durch die Landtagsordnung vom 15. April 1869 sicherte sich der finnische Adel die Teilhabe an der Gesetzgebung und Steuerbewilligung.
Das Ritterhaus war in Schweden bis 1865 und in Finnland bis 1906 eine besondere Kammer im Ständereichstag bzw. im Landtag des entsprechenden Landes. Dem schwedischen Ritterhaus stand der Landmarschall (schwedisch: lantmarskalk) vor, der aufgrund dieser Stellung auch Vorsitzender des Ständereichstags war.
Im Jahr 2004 gab es noch etwa 619 schwedische Adelsgeschlechter (die zusammen etwa 28.000 Personen umfassten). Wie früher sind sie in Grafen, Freiherren und den unbetitelten Adel unterteilt (46 Grafenhäuser, 124 Freiherrenhäuser und 449 adlige Häuser). In Finnland gibt es noch etwas über 100 adlige Familien.
Mit Wirkung vom 1. Juli 2003 verlor das Ritterhaus in Schweden seine privilegierte Stellung als öffentlich-rechtliche Körperschaft und wurde zu einer juristischen Person des Privatrechts. Heute (2018) befassen sich beide Ritterhäuser mit adelsrechtlichen Fragen und mit der Verwaltung des Vermögens der beiden ehemaligen Kammern und der Austeilung von Mitteln aus Fonds und Donationen, die dem Ritterhaus als Körperschaft im Laufe der Jahrhunderte testamentarisch überlassen wurden.